# Estadio Olímpico de Nuakchot
El Estadio Olímpico de Nuakchot (en árabe: الملعب الأولمبي; en francés:Stade olympique de Nouakchott), o también llamado Estadio Nacional de Mauritania, es un estadio de usos múltiples en la ciudad de Nuakchot, al oeste del país africano de Mauritania. Se utiliza sobre todo para los partidos de fútbol. También cuenta con una pista de atletismo. La capacidad fue de 10.000 pero con la renovaciones alcanzó los 40.000 espectadores. Es el estadio oficial del equipo nacional de fútbol de Mauritania.